# SPSh-44
A SPSh-44 (26-мм сигнальный пистолет СПШ-44) é uma pistola sinalizadora soviética.

## História
A arma foi projetada por Georgy Shpagin como uma substituição para os modelos anteriores da pistola sinalizadora do Exército Vermelho.
Em 1943, ele fez a primeira versão da arma - 26-мм осветительный (сигнальный) пистолет СПШ-43. Em janeiro de 1944, foi fabricada a segunda versão desta pistola - SPSh-2 (СПШ-2).
Após testes e ensaios, em 1944 a SPSh-2 foi oficialmente adotada como a nova pistola sinalizadora padrão do Exército Vermelho. Em maio de 1944, começou a produção em massa como SPSh-44.
Mais tarde, tornou-se a pistola sinalizadora padrão em todos os países do Pacto de Varsóvia.
Em meados da década de 1970, cartuchos experimentais para imobilização de animais selvagens para a SPSh-44 foram feitos e testados.

## Projeto
A SPSh-44 é uma pistola sinalizadora de cano liso, ação basculante e de tiro único.

## Variantes
- OSSh-42 (ОСШ-42) - o primeiro protótipo de teste com cano de 140 mm (1,09 kg)[1]
- Pistolet sygnałowy wz. 1944 - cópia da SPSh-44, feita desde 1948 pela Zakłady Metalowe im. gen. "Waltera" na República Popular da Polônia[1][4]
- Type 57 - cópia da SPSh-44, feita na República Popular da China
- Keserű Muvek Rubber Protector - é uma pistola traumática de tiro único fabricada pela empresa húngara "Keserű" ao retrabalhar a SPSh. Ela tem carregamento separado com uma bala de borracha de 28 mm e um cartucho de festim .380 Knall, e pode ser possuída sem licença na Hungria[5]

## Operadores
- União Soviética[1]
- Bielorrússia[2]
- Polónia[4][1]
- Rússia[1]
- Turquemenistão - Forças Armadas do Turquemenistão[6]
- Ucrânia[7]